# サハラ 女外人部隊
『サハラ 女外人部隊』（サハラ おんながいじんぶたい）は、小池一夫原作、平野仁作画の漫画。1973年から1976年にかけて小学館『ビッグコミックオリジナル』にて連載された。1960年代のアフリカ・アンゴラを舞台とした、女性だけの傭兵集団「女外人部隊」のエピソードを描いている。

## あらすじ
命と「貞操」を代価として闘う女性だけの傭兵集団。ポルトガル政府軍の傭兵として戦果を挙げていく彼女たちは、無償で戦う男性兵士から敵視され、激しい差別を受けてもいた。
ポルトガル本国の政変により、ポルトガルはアンゴラを含めた植民地の放棄を決定。主人公であるヒステリーカにイスラエルへの異動命令が下った。ヒステリーカを慕うストロボ、スージー、ボーデンレガー、プーキーは後を追って脱走する。アメリカを拠点にヒステリーカたちの闘いは続いていく。

## 登場人物
チュチュ・ヒステリーカ
「サハラ女外人部隊」の隊長。フランス人。
ボーデンレガー・メッサー
「サハラ女外人部隊」の副隊長。ドイツ人。かなりの肥満体型。
スージー・ハルセル
「サハラ女外人部隊」の軍曹。アメリカ人。別名「バラのスージー」
アーモンド・プーキー
「サハラ女外人部隊」の隊員。白系ロシア人（らしい）。元一級殺人犯。
ストロボ
ヒステリーカ個人付きの隊員。
アンナ・スピル
「サハラ女外人部隊」の隊員。メガネをかけている。イギリス人。
メルニエール
「サハラ女外人部隊」の隊員。戦場で強迫神経症に陥る。
エルザ・ワーシリィ
「サハラ女外人部隊」の隊員。地雷探しの特技をもつ。ポーランド人。元修道女。
マルゲリータ・デ・ロス・アンジェルス
「サハラ女外人部隊」の隊員。戦場で化粧を欠かさない。スペイン人。元踊り子。
ロスコ・タブー
「サハラ女外人部隊」の元隊長。黒人。
バラライカ姉妹
姉ミリンダ、妹キャロルの二人で傭兵周旋人をしている。ヒステリーカを「サハラ女外人部隊」へ導く。